# Resource Description and Access
Resource Description and Access (tj. RDA) jsou katalogizační pravidla pro zpřístupňování zdrojů, která byla vydána v červnu 2010 a která poskytují instrukce a pokyny pro vytváření bibliografického popisu. Tato pravidla byla původně vyvinuta pro potřeby knihoven, jsou však vhodná i pro další okruhy uživatelů, jako jsou např. muzea a archivy. RDA je nástupcem druhého vydání angloamerických katalogizačních pravidel (AACR2R), které bylo převažujícím standardem pro anglojazyčné knihovny od roku 1978. Nová pravidla byla testována od roku 2011, počínaje rokem 2013 je zavedly knihovny v USA, Kanadě, Velké Británii, Austrálii a Německu. V České republice, kde se implementací RDA zabývá Národní knihovna České republiky, byl přechod na RDA zahájen 1. května 2015. V souvislosti se zavedením tohoto standardu již byla vytvořena česká verze základních metodik a příruček.

## Pozadí
Katalogizační pravidla RDA vznikla na základě konference International Conference on the Principles & Future Development of AACR v Torontu v roce 1997, jejímž cílem bylo vytvořit jednotná pravidla uzpůsobená pro použití i mimo angloamerický kulturní okruh a usnadnit tak mezinárodní výměnu bibliografických údajů a dat. V roce 2000 převzala odpovědnost za vývoj těchto úprav organizace Joint Steering Committee for Revision of the Anglo-American Cataloguing Rules, v jejímž rámci pověření odborníci z Australian Committee on Cataloguing, British Library, Canadian Committee on Cataloguing, Deutsche Nationalbibliothek a Library of Congress brzy dospěli k závěru, že je třeba důkladné revize pravidel AACR, což také podpořilo přijetí nového názvu pro to, co bylo původně zamýšleno jako jejich třetí edice. První vydání standardu RDA pak bylo zveřejněno v červnu 2010.

## Odpovědnost za vývoj
Hlavní odpovědnost za obecné a strategické otázky spojené s rozvojem RDA nese Committee of Principals (CoP), které se skládá z ředitelů
British Library, Library of Congress, Library and Archives Canada a National Library of Australia (popř. z jejich zástupců) stejně jako z ředitelů odpovídajících knihovnických organizací American Library Association, Canadian Library Association a Chartered Institute of Library and Information Professionals (CILIP). Skupina vydavatelů těchto pravidel, která je složena z American Library Association (ALA), Canadian Library Association (CLA) a CILIP, je odpovědná za všechny aktivity související s vydáváním standardu RDA. Za odbornou a obsahovou stránku zodpovídá Joint Steering Committee for Development of RDA (JSC).

## Hlavní odlišnosti od AACR
Rozdíl mezi RDA a AACR je strukturální. Pravidla RDA se totiž zakládají na tzv. „Funkčních požadavcích na bibliografické záznamy“, resp. Functional Requirements for Bibliographic Records (FRBR). Tyto principy se ztotožňují jak s uživatelskými nároky, které má knihovní katalog splňovat, tak s hierarchií vztahů v rámci bibliografických údajů. Bibliografický popis vytvořený podle instrukcí RDA má být kompatibilní se všemi kódovacími schématy, včetně datových prostředí zahrnující existující záznamy vytvořené podle pravidel AACR2. Pravidla popisu RDA potom např. vypouštějí užívání zkratek či zkrácených názvů, které předepisovalo AACR s ohledem na omezený rozsah karty v lístkovém katalogu, přičemž pramenem popisu již není pouze titulní strana, ale celé provedení dokumentu či objektu.

## Slovníky RDA
První sada slovníků RDA (RDA-vocabularies) byla publikována v Open Metadata Registry (OMR) v srpnu 2011. Vytváření a publikace stabilních forem elementů a řízených slovníků RDA činí data, která byla vytvořena podle standardu RDA, přístupnými pro uživatele propojených otevřených dat (linked open data) a odpovídajících aplikací. Alan Danskin, předseda Joint Steering Committee v roce 2011 poznamenal, že: „Slovníky RDA jsou základní složkou RDA, prosazující konzistentní popis a zpřístupnění bibliografických zdrojů. Komise je povinna zveřejňovat a udržovat obsah těchto slovníků RDA za účelem podpory jejich použití komunitou popisující zdroje a vývojáři aplikací sémantického webu.“

## RDA Toolkit
Samotná pravidla, jejich přílohy, slovníky, elementy a další s RDA související dokumenty jsou ponejprv přístupny ve formě online sady nástrojů, resp. Tools („RDA Toolkit“), která moderním a sofistikovaným způsobem usnadňuje práci s tímto standardem. V textu online nástrojů jsou definovány požadavky na tzv. minimální záznamy pro bibliografický popis. Kromě toho jsou zde uplatňovány také ustanovení Library of Congress a Programu kooperativní katalogizace (Program for Cooperative Cataloguing), tzv. LC-PCC PS (tj. Library of Congress-Program for Cooperative Cataloging Policy Statements). RDA Toolkit je zpoplatněnou službou, určité části (obsah, příklady, mapování, interpretace LC-PCC) jsou však přístupné i bez placení.

## EURIG
Pro potřeby odborné diskuse mezi evropskými uživateli RDA byla v září 2011 ustavena European RDA Interest Group (EURIG). Jejím cílem je vývoj a koordinace evropských stanovisek k dalšímu rozvoji RDA. Poslední zasedání této skupiny se konalo v roce 2015 v Bernu.

## RDA v ČR
V České republice se implementací RDA zabývá Národní knihovna České republiky. Českou verzi základních metodik a příruček připravuje Edita Lichtenbergová, Marie Balíková, Ludmila Benešová, Jarmila Přibylová a Jaroslava Svobodová. Vedle minimálních/doporučených záznamů jsou na webu Národní knihovny k dispozici Instrukce k formátu MARC21 (a konverze UNIMARC), dále metodika Katalogizace podle RDA ve formátu MARC 21- tištěné a elektronické monografie – katalogizace na úrovni minimálního/doporučeného záznamu – duben 2015 a konečně materiály určené k prezentaci RDA na školeních. Termín přechodu na RDA, který byl původně stanoven na 1. duben 2015, byl koncem března změněn na 1. květen 2015.